# 伊斯蘭教的先知
穆斯林認為先知（阿拉伯語：نبي）是凡人，是真主派遣的。每位先知都帶來了伊斯蘭式的基本信息，包括獨一造物主的信仰、避免偶像崇拜與罪惡。他們都向大眾傳播伊斯蘭教，並告知將出現見證律法的最後先知，他是真主所派遣的最後使者：穆罕默德。他們都向不同人群傳播同一個訊息，並教導互有細微差異的律法。這些細微差異構成了伊斯蘭教，然而主流穆斯林不認為這些差異是伊斯蘭教支離破碎的版本。
伊斯蘭傳統認為真主向萬國萬邦派遣使者。在伊斯蘭教裡，惟獨穆罕默德是真主派來教化全世界的使者，其他使者只向特定民族或國家宣教。
不像猶太教和基督教，伊斯蘭教還區分了使者（rasul，رسول）和先知（nabi，نبی）。這兩種身份都是真主啟示的。不同的是，「使者」還帶來了真主啟示的經典。每位「使者」都是「先知」，但並不是每位「先知」都是「使者」。
穆斯林認為阿丹（亞當）是第一位先知，而穆罕默德則是最後一位；因此穆罕默德的頭銜是「众先知的封印」。在伊斯蘭教裡，爾撒（耶穌）是先知也是使者，因為他接受真主的啟示並帶來了《引支勒》。穆斯林相信，真主派遣了超過124,000位先知，這在權威的聖訓中就提及了。根據聖訓記載，其中有五位使者是最勞苦功高的，他們分別是努哈（挪亞）、易卜拉欣（亞伯拉罕）、穆薩（摩西）、爾撒（耶穌）以及穆罕默德。

## 詞義
在阿拉伯語和希伯來語裡，“nabī”（複數型：nabiyyūn和anbiyāʾ）一詞指的是「先知」。這些詞在《古蘭經》裡出現了75次。“nubuwwa”（先知身分）一詞則出現了五次。“rasūl”（複數型：rusul）和“mursal”（複數型：mursalūn）兩個詞指的是「使者」或「使徒」，出現了超過300次。“risāla”（複數型：risālāt）意味「預言的信息」，出現了10次。
敘利亞語的「真主的使者」（rasūl Allāh）是“s̲h̲eliḥeh d-allāhā” ，在偽經《聖多瑪行傳》中經常出現。使者的動詞型態是“s̲h̲alaḥ”，以與舊約聖經的眾先知建立關聯性（Exodus, iii, 13-14, iv, 13; Isaiah, vi, 8;   Jeremiah, i, 7）。

## 《聖經》裡的先知與使者
「先知」與「使者」兩個詞在舊約和新約聖經中出現過好幾次。下表以不同語言列出這兩個詞：
| 阿拉伯語 | 英語               | 希臘語   | 發音      | 中文 | 希伯來語 | 發音   |
| -------- | ------------------ | -------- | --------- | ---- | -------- | ------ |
| نبی      | Prophet            | προφήτης | prophētēs | 先知 | נביא     | nâbîy' |
| رسول     | Messenger, Apostle | ἄγγελος  | aggelos   | 使者 | מלאך     | mal'âk |

在舊約裡，「先知」一詞（nabi）較常出現，而「使者」（malak）指的則是天使。但舊約最後一卷〈瑪拉基書〉提到一位使者，大部分的注釋家認為其指的是施洗者約翰。不過在新約裡，「使者」一詞則出現得更為頻繁，有時和先知沒有明顯的分野。「使者」指的可以是耶穌、十二使徒以及施洗者約翰。
在新約裡，使者的地位似乎比先知還高；耶穌提及施洗者約翰：

|             | 那麼，你們出去看甚麼呢？看先知嗎？是的，可是我告訴你們，他比先知還大。他就是聖經上所提到的那一位。上帝說：『看吧，我要差遣我的使者作你的前驅；他要為你開路。』 |
| ——太11:9-10 | |

## 《古蘭經》裡的先知與使者
下表列出《古蘭經》所明言的先知、使者或領導者（伊瑪目）。本表同時也列出他們所領受的書卷、傳教對象與有無領受律法（沙里亞）。
| 名字                  | 先知 | 使者 | 伊瑪目（領袖） | 領受的書卷      | 傳教對象       | 是否領受律法 |
| --------------------- | ---- | ---- | -------------- | --------------- | -------------- | ------------ |
| 阿丹 （亞當）         | 先知 |      |                |                 |                |              |
| 易德立斯 （以諾）     | 先知 |      |                |                 |                |              |
| 努哈 （挪亞）         | 先知 | 使者 |                |                 | 挪亞的同胞     | 沙里亞       |
| 呼德 （希伯）         |      | 使者 |                |                 | 阿德人         |              |
| 撒立哈                |      | 使者 |                |                 | 賽莫德人       |              |
| 易卜拉欣 （亞伯拉罕） | 先知 | 使者 | 伊瑪目         | 易卜拉欣卷轴    | 亞伯拉罕的同胞 | 沙里亞       |
| 魯特 （罗得）         | 先知 | 使者 |                |                 | 魯特宗族       |              |
| 易斯馬儀 （以實瑪利） | 先知 | 使者 |                |                 |                |              |
| 易斯哈格 （以撒）     | 先知 |      | 伊瑪目         |                 |                |              |
| 葉爾孤白 （雅各）     | 先知 |      | 伊瑪目         |                 |                |              |
| 優素福 （約瑟）       | 先知 |      |                |                 |                |              |
| 安優卜 （約伯）       | 先知 |      |                |                 |                |              |
| 舒阿卜 （葉忒羅）     |      | 使者 |                |                 | 米甸人         |              |
| 穆薩 （摩西）         | 先知 | 使者 |                | 穆薩卷轴-討拉特 | 法老           | 沙里亞       |
| 哈倫 （亞倫）         | 先知 |      |                |                 |                |              |
| 助勒基福勒 （以西結） |      |      |                |                 |                |              |
| 达伍德 （大卫）       | 先知 |      |                | 宰逋尔          |                |              |
| 素萊曼 （所羅門）     | 先知 |      |                |                 |                |              |
| 易勒雅斯 （以利亞）   | 先知 | 使者 |                |                 | 易勒雅斯的同胞 |              |
| 艾勒·葉賽 （以利沙）  | 先知 |      |                |                 |                |              |
| 優努斯 （約拿）       | 先知 | 使者 |                |                 | 優努斯的同胞   |              |
| 宰凱里雅 （撒迦利亞） | 先知 |      |                |                 |                |              |
| 葉哈雅 （約翰）       | 先知 |      |                |                 |                |              |
| 爾撒 （耶穌）         | 先知 | 使者 |                | 引支勒          | 以色列人       | 沙里亞       |
| 穆罕默德 （穆罕默德） | 先知 | 使者 |                | 古蘭經          | 全世界的人類   | 沙里亞       |

至於“Ahl al-Kitab”，請參見「有經人」。

### 先知與使者的差別
《古蘭經》與《引支勒》一樣，都認為使者（使徒）比先知的地位還高。例如，在《古蘭經》裡，當兩者並列時乃以使者為首位。根據穆斯林學者白達威（al-Baydawi）的說法，使者負責传达全新的宗教律法（沙里亞），先知則傳承舊有的律法。這個觀點指出，先知的數量比使者還要多出許多，因而地位較低。真主派遣先知和使者們向人們發出喜讯與警告。然而，使者似乎更親近大眾（烏瑪）。真主在審判日對人們進行審判，使者則為見證者（見《古蘭經》4：45；28：75；10：48；16：38；23：46；40：5）。根據《古蘭經》的說法，在真主派遣穆罕默德之前，他從未向他的同胞派遣任何使者。
《古蘭經》字面派認為天上的使者和人類使者不一樣。在《古蘭經》裡，對於天使，真主只冊封他們為使者，而非先知。人類使者和先知有同樣的功能──雖然不是每位先知都是使者。天使經常將真主的「命令」傳達給人類先知或使者，告訴他們應該說什麼、做什麼等等。人類使者會為人們帶來真主的新命令，先知僅負責鞏固早期使者或先知的命令。不過，由於天使負責將命令傳達給先知，因此所有傳諭的天使都是使者。

### 先知的地位
古蘭經第四章第69節列舉了各種類型的君子，其中先知（包括使者）的地位最高。此節如下：

|  | 凡服從真主和使者的人，都與真主所祜祐的眾先知、忠信的人、誠篤的人、善良的人同在。這等人，是很好的伙伴。 |

### 神蹟
先知穆罕默德僅有的且最大的神蹟即是向人們傳達《古蘭經》的信息；穆斯林認為穆罕默德所接受的啟示是眾先知之末的，透過大天使吉卜利里承蒙真主的啟示。
《古蘭經》降示的時候正是阿拉伯人在語文與詩詞方面登峰造極之時，他們對《古蘭經》語言的完美感到驚訝。《古蘭經》的來臨對阿拉伯人來說是更為神奇的，因為就哲學、科學和句法學方面而言，穆罕默德沒受過什麼教育；他既不是詩人，也沒讀寫過任何以前的宗教經典。《古蘭經》向人們挑戰，要他們模仿《古蘭經》的經文進行創作。穆罕默德時代的許多人都試圖挑戰《古蘭經》並模擬其文風，但終究還是失敗了。不像大部分的宗教經典一樣，《古蘭經》自從編纂成書以來即原原本本地保持著不變的樣貌。直到現在，穆斯林仍盡力背誦其經文，使《古蘭經》成為人類歷史上最多人記誦的書籍。穆斯林相信，不像穆罕默德之前眾先知的神蹟，所有世代都可以為《古蘭經》的奇蹟做見證。
《古蘭經》不僅為伊斯蘭帝國，更為全世界帶來了史無前例的科學、文學與哲學奇蹟。雖然，現今存在著所多對伊斯蘭教的批評，因為《古蘭經》對人類造成空前的影響。許多史學家及歷史上的大人物都認定穆罕默德是對人類歷史影響最深遠的人。

### 先知傳諭的觀點

#### 使者的任務
以下古蘭經經文指出使者的任務：
一、真主派遣使者至每個國家民族，以便引導他們上正路：
|  | ‎ |

翻譯：我在每個民族中，確已派遣一個使者，說：「你們當崇拜真主，當遠離惡魔。」但他們中有真主所引導的，有應當迷誤的。故你們當在大地上旅行，應當觀察否認（使者）的人們的結局是怎樣的。（16：36） 
二、使者們警告各國應遵守真主的命令，並向他們報喜：
|  | ‎ |

翻譯：我確已使你本真理而為報喜者和警告者。沒有一個民族則已，只要有一個民族，其中就有警告者曾經逝去了。（35：24）
三、使者們曉諭我們真主所引導的道路、教導我們知識並指示我們一條淨化自身的路：
|  | ‎ |

翻譯：猶如我派遣你們族中的一個使者來教化你們，對你們宣讀我的跡象，熏陶你們，教授你們天經和智慧，並將你們所不知道的教訓你們。（2：151）
四、真主曉諭，凡是只有服從祂的與使者的人都可以進入樂園：
|  | ‎ |

翻譯：這些是真主的法度。誰服從真主和使者，真主將使誰入那下臨諸河的樂園，而永居其中。這是偉大的成功。（4：13）
五、凡是違抗真主與使者的人都會進入火獄：
|  | ‎ |

翻譯：誰違抗真主和使者，並超越祂的法度，真主將使誰入火獄，而永居其中，他將受凌辱的刑罰。（4：14）
六、真主說只有在啟示下達之後才會審判人們，而每個人都會因各自的行為而受審判：
|  | ‎ |

翻譯：我必審問曾派使者去教化過的民眾，我必審問曾被派去的使者。我必據真知而告訴他們，我沒有離開過他們。（7：6-7）
|  | ‎ |

翻譯：誰遵循正道，誰自受其益；誰誤入迷途，誰自受其害。一個負罪者，不負他人的罪。派遣使者之前，我不懲罰（任何人）。（17：15）
|  | ‎ |

翻譯：火獄幾乎為憤怒而破碎，每有一群人被投入其中，管火獄的天使們就對他們說：「難道沒有任何警告者降臨你們嗎？」他們說：「不然！警告者確已降臨我們了，但我們否認他們，我們說：『真主沒有降示甚麼，你們只在重大的迷誤中。』」 （67：8-9）
七、因此，凡是奉到真主啟示的人都沒有理由逃避：
|  | ‎ |

翻譯：我曾派遣許多使者報喜信，傳警告，以免派遣使者之後，世人對真主有任何托辭。真主是萬能的，至睿的。（4：165）

#### 穆罕默德和其他使者的差別（穆斯林觀點）
穆罕默德在三方面與其他使者有所不同：
一、真主以往只派遣使者到特定地區教化特定的國家民族。他們的宣傳的都是有時間侷限的。然而，穆罕默德則奉命教化全人類，指示人類跨時空的救贖之路，直到世界末日。
二、除了穆罕默德，所有先前使者的教導都已經消失殆盡，他們的教導不是被大量變更，就是混雜了謬誤的神話，以致於難以分辨其原本。然而穆罕默德的教導和《古蘭經》至今仍保持原貌，真主也許諾保護伊斯蘭教，直到世界末日。
三、先前使者的教導有其時空限制，因此他們有關特定民族、道德標準、正義、貿易、金融和民事等的律法都不完整。真主藉由最後的使者穆罕默德成全了真主的宗教，並使之完美。伊斯蘭教包含了所有先前先知的教導，並廢止了有時空侷限的律法。
因此，自從穆罕默德傳教以來，他所傳的信息變成步上真主之路唯一可靠的來源。摩西和耶穌也對特定民族宣揚真主的信息。至於那些想遵循摩西和耶穌教導的人，就《古蘭經》和聖行而言，他們只能接受穆罕默德的教導，那是我們接近真主之路的可信來源。

#### 使者、先知、消息（naba）與派遣者（mursil）之間的關係
以下經文和重大的消息有關：
《古蘭經》（78：2）
AAani alnnaba-i alAAatheemi
詢問那重大的消息
Nabi, Naba
本經文所用的naba一字和nabi相關：
- Nabi 通知他人的人（先知）。
- Naba 新聞、宣告、信息。
- Anbiya nabi的複數。

Anbiya 以新的信息通知眾人。
Rasul, Mursil
rasul一字和mursil相關：
- Rasul 使者，為人們帶來信息。
- Mursal(een) 使者，為人們帶來信息。
- Mursil 派遣者。
- Risalat 信息。
- Rusul rasul的複數。

因此，派遣者（Mursil）派遣先知（Rasul）向人們傳達信息（Risalat）。《古蘭經》表示，派遣者（真主）的信息是祂的話語（kalimat）；真主的信息（risalatullah）永遠長存。
總結
綜合上述論點，耶穌和穆罕默德都是派遣者派遣的先知，以便通知他人新的信息。
《古蘭經》甚至還說，「信息」指的是真主的「話語」，永遠長存。

#### 穆斯林對穆罕默德的觀點
穆斯林對穆罕默德的觀點的歸類為四類：
1. 他是真主的使者，為我們帶來引導的經典──《古蘭經》。
2. 他為我們帶來完全且完美的宗教，永遠適用於全人類。
3. 他自真主領受引導，他的知識和引導都是完美的，無懈可擊。
4. 他是真主所派遣的最後的先知，即封印先知。他以後再無任何先知，但仍会有使者。

## 《古蘭經》裡的眾先知
下表列出《古蘭經》裡提到的眾先知，輔以先知們在《聖經》裡對應的名字：
|                        | 在你之前，我確已派遣許多使者，他們中有我已告訴你的，有我未告訴你的。任何使者，不應昭示跡象，除非獲得真主的許可。當真主的命令來臨的時候，眾生將依真理而被判決；那時，反對真理的人將遭虧折。 |
| ——《古蘭經》（40：47） | |

| 名字 （阿拉伯語及其漢譯） | 名字（聖經） | 描述                                          | 古蘭經 提到的次數 |
| ------------------------- | --- | --------------------------------------------- | ----------------- |
| ‎ 阿丹                     | 亞當 | 条目： 伊斯蘭教中的亞當 、 亞當 和 亞當與夏娃 | 5                 |
| ‎ 阿丹                     | |                                               |                   |
|                           | |                                               |                   |
| ‎ 易德立斯                 | 以諾 | 条目： 伊斯蘭教中的以諾 和 以諾               | 3                 |
| ‎ 易德立斯                 | |                                               |                   |
|                           | |                                               |                   |
| ‎ 努哈                     | 挪亞 | 条目： 伊斯蘭教中的挪亞 和 挪亞               | 7                 |
| ‎ 努哈                     | |                                               |                   |
|                           | |                                               |                   |
| ‎ 呼德                     | 希伯 | 条目： 呼德                                   | 9                 |
| ‎ 呼德                     | 《古蘭經》第十一章的標題即是呼德的名字。穆斯林相信呼德是在真主派遣的風暴中倖存的少數人之一，如同五個世代以前的大洪水一般。這是為了懲罰遺忘真主的阿德人。 |                                               |                   |
|                           | |                                               |                   |
| ‎ 撒立哈                   | 撒立哈 | 条目： 撒立哈                                 | 7                 |
| ‎ 撒立哈                   | 根據《古蘭經》，撒立哈的同胞賽莫德人不信真主，且違背真主的禁令屠殺了一隻特別的駱駝。於是真主命令他離開眾人。他和他的追隨者離開之後，真主以空中的吶喊聲瞬間催毀了賽莫德人。要注意的是，撒立哈不同於《舊約聖經》所提到的示拉（Shelah）。 |                                               |                   |
|                           | |                                               |                   |
| ‎ 易卜拉欣                 | 亞伯拉罕 | 条目： 伊斯蘭教中的亞伯拉罕 和 亞伯拉罕       | 5                 |
| ‎ 易卜拉欣                 | 穆斯林認為易卜拉欣是一位不同凡響的先知，因為他在麥加重建了克爾白。他的家人，包括易斯馬儀在內，也共同建立了麥加的文明，進而在日後產生了伊斯蘭教的最後先知──穆罕默德。易卜拉欣還險而向真主獻祭了自己的兒子易斯馬儀，這件大事促成了穆斯林一年一度的古爾邦節。 |                                               |                   |
|                           | |                                               |                   |
| ‎ 魯特                     | 羅得 | 条目： 伊斯蘭教中的羅得 和 羅得               | 2                 |
| ‎ 魯特                     | 魯特是伊斯蘭教裡宣揚反對索多瑪與蛾摩拉的同性戀風氣最出名的先知。此外他還號召人們信仰獨一的真主，但他卻被當地人嘲笑和忽視。伊斯蘭教反對《舊約聖經》所說魯特酒後昏睡，兩個女兒乘機迷姦他並受孕的說法。 |                                               |                   |
|                           | |                                               |                   |
| ‎ 易斯馬儀                 | 以實瑪利 | 条目： 以實瑪利                               | 9                 |
| ‎ 易斯馬儀                 | 穆斯林認為易斯馬儀是易卜拉欣的長子，他是伊斯蘭教的先知，因差點被父親獻祭而出名。當他還年幼的時候，他的母親夏甲在麥加附近尋找水源，以至於真主向她顯現滲滲泉，直到現在還泉湧不息。 |                                               |                   |
|                           | |                                               |                   |
| ‎ 易斯哈格                 | 以撒 | 条目： 以撒                                   | 9                 |
| ‎ 易斯哈格                 | 根據伊斯蘭傳統，易卜拉欣的次子易斯哈格在迦南成為先知。他和他的哥哥易斯馬儀在伊斯蘭教裡都已先知的身分繼承了易卜拉欣的宗教遺產。 |                                               |                   |
|                           | |                                               |                   |
| ‎ 葉爾孤白                 | 雅各 | 条目： 雅各                                   | 2                 |
| ‎ 葉爾孤白                 | 根據《古蘭經》，葉爾孤白是「特選的、純善的」，又繼承了父親易斯哈格和祖父易卜拉欣的宗教遺產。如同他的祖先，他受真主命令只崇拜真主。 |                                               |                   |
|                           | |                                               |                   |
| ‎ 優素福                   | 約瑟 | 条目： 伊斯蘭教中的約瑟 和 約瑟 (舊約聖經)    | 3                 |
| ‎ 優素福                   | 優素福是葉爾孤白的兒子，易卜拉欣的曾孫。他為法老解夢而對埃及未來的經濟情況作預言，因此他被提拔為法老的顧問。他遠離兄弟們，在埃及過了很長的一段時間。他們嫉妒優素福，因為父親比較寵愛他。有一天他們將他帶走，並告訴父親說他們要出門和優素福一起遊玩。然而事實上，他們已經計畫謀殺他了。但他們沒有殺他，而是將他投入井裡，然後告訴父親他已經被野狼吃掉了。根據伊斯蘭的說法，優素福天生擁有人類美德的一半。 |                                               |                   |
|                           | |                                               |                   |
| ‎ 安優卜                   | 約伯 | 条目： 約伯                                   | 8                 |
| ‎ 安優卜                   | 根據伊斯蘭傳統，安優卜由於執行真主命令他在外鄉馬吉達勒的任務而被賜予能治百病的青春泉，唯有死亡不能治。穆斯林相信安優卜的病痛持續了18年之久，真主想測試他對主的耐心。 |                                               |                   |
|                           | |                                               |                   |
| ‎ 舒阿卜                   | 葉忒羅 | 条目： 舒阿卜 和 葉忒羅                       | 2                 |
| ‎ 舒阿卜                   | 舒阿卜是易卜拉欣的直系後裔。根據伊斯蘭教的說法，真主派遣他去引導米甸人和艾凱人，他們居住在西奈山附近。但那裡的居民不聽從他的警告，於是真主毀滅了他們的聚落。《古蘭經》以及穆罕默德本人都曾提到穆薩娶了舒阿卜的一個女兒，《舊約聖經》此人名為葉忒羅。有些學者認為《舊約》中的葉忒羅並不是《古蘭經》所說的舒阿卜。 |                                               |                   |
|                           | |                                               |                   |
| ‎ 穆薩                     | 摩西 | 条目： 伊斯蘭教中的摩西 和 摩西               | 5                 |
| ‎ 穆薩                     | 《古蘭經》提起穆薩的次數比其他的先知還要多，他因將《討拉特》帶給以色列人而聞名。《古蘭經》說到，穆薩到西奈山上頭領受真主的誡命，因而理解到他自己和真主是多麼親近。在埃及法老否認真主之後，他即著手規劃解放被奴役的希伯來人。穆薩隨後帶領以色列人在沙漠度過了四十年的光陰，因為他們不僅不服從真主的誡命，還抗拒進入聖地。他們向穆薩哀號：「穆薩啊！他們在聖地的期間，我們絕不進去。你和你的主去作戰吧！我們必定要坐在這裡。」（古蘭經 5：24）在漫長的旅途中，穆撒上西奈山領受《討拉特》與十誡。根據伊斯蘭傳統，在穆薩的生命接近尾聲時，他選擇一死以更接近真主，而不是延長壽命。 |                                               |                   |
|                           | |                                               |                   |
| ‎ 哈倫                     | 亞倫 | 条目： 伊斯蘭教中的亞倫 和 亞倫               | 8                 |
| ‎ 哈倫                     | 哈倫是哥哥穆薩的助手。在伊斯蘭教裡，他像其兄一樣，都承擔了解救以色列人的重任，他們被埃及法老所奴役。因為穆薩有語言障礙，因此哈倫是他的發言人。 |                                               |                   |
|                           | |                                               |                   |
| ‎ 助勒基福勒               | 最有可能是以西結 | 条目： 助勒基福勒 和 以西結                   | 5                 |
| ‎ 助勒基福勒               | 助勒基福勒在伊斯蘭教裡是個備受爭議的先知，雖然正反兩方都認為他是個為主道奮鬥的義人。有些研究注意到，助勒基福勒有可能是俄巴底本人，《舊約聖經》說他保護了一百位先知。也有人相信他可能是釋迦牟尼。 |                                               |                   |
|                           | |                                               |                   |
| ‎ 達伍德                   | 大衛 | 条目： 大衛王                                 | 7                 |
| ‎ 達伍德                   | 在伊斯蘭教裡，真主將《宰逋爾》（詩篇）啟示給達伍德。達伍德也因打敗歌利亞而出名。值得注意的是，關於他和烏利亞的故事在伊斯蘭教裡的版本是不同的。在《舊約聖經》裡，達伍德故意派遣烏利亞到前線作戰，以便他戰死後娶走他的妻子。這個說法為伊斯蘭教所否認。 |                                               |                   |
|                           | |                                               |                   |
| سليمان 素萊曼             | 所羅門 | 条目： 伊斯蘭教中的所羅門 和 所羅門           | 6                 |
| سليمان 素萊曼             | 在素萊曼成為先知之前，他從他的父親達五德學到了很多東西。根據伊斯蘭傳統，素萊曼被賦予操縱自然界的力量，還可以差遣精靈。他為人誠實而公平，還使王國的勢力延伸到了南阿拉伯。 |                                               |                   |
|                           | |                                               |                   |
| ‎ 易勒雅斯                 | 以利亞 | 条目： 易勒雅斯 和 以利亞                     | 3                 |
| ‎ 易勒雅斯                 | 易勒雅斯是哈倫的後代，在素萊曼的王國垮台之後控制了阿拉伯半島的南部。伊斯蘭傳統認為，他試圖說服當地人獨一真主的存在。但他們不予理會，於是被真主以旱災和饑荒毀滅。 |                                               |                   |
|                           | |                                               |                   |
| ‎ 艾勒·葉賽                | 以利沙 | 条目： 艾勒·葉賽 和 以利沙                    | 3                 |
| ‎ 艾勒·葉賽                | 易勒雅斯死後，艾勒·葉賽隨即接替他的事功。他試圖向以色列的國王和女王顯現真主的神威，但他卻被視為魔術師。後來亞述人輕易地滅了以色列，放火焚燒並大肆破壞。 |                                               |                   |
|                           | |                                               |                   |
| ‎ 優努斯                   | 約拿 | 条目： 伊斯蘭教中的約拿 和 約拿               | 5                 |
| ‎ 優努斯                   | 在伊斯蘭傳統裡，真主命令優努斯引導尼尼微居民上正路。然而當地人卻不予理會，優努斯甚為憤慨。在經歷一場九死一生的意外之後，他又重新投入主道，帶領尼尼微居民上正路。但是他們後來又故態復萌，導致西徐亞人將他們給滅了。 |                                               |                   |
|                           | |                                               |                   |
| زكريا 宰凱里雅            | 撒迦利亞 | 条目： 伊斯蘭教中的撒迦利亞 和 撒迦利亞       | 6                 |
| زكريا 宰凱里雅            | 宰凱里雅是素萊曼的後代，是爾撒母親麥爾彥的保護人。根據《古蘭經》的說法，他向真主祈求一個兒子，因為他的妻子雅徐比無法生育。真主同意他的請求，暫時恢復其妻的生育能力，最後生下了葉哈雅（施洗者約翰）。 |                                               |                   |
|                           | |                                               |                   |
| ‎ 葉哈雅                   | 施洗者約翰 | 条目： 伊斯蘭教中的施洗約翰 和 施洗約翰       | 2                 |
| ‎ 葉哈雅                   | 葉哈雅是爾撒的表哥。伊斯蘭教認為，葉哈雅終其一生都致力於向群眾發表頗具感染力的演說，傳播亞伯拉罕式的一神論思想。《古蘭經》並沒有提到有關受洗的字眼。 |                                               |                   |
|                           | |                                               |                   |
| ‎ 爾撒                     | 耶穌 | 条目： 伊斯蘭教中的耶穌 和 耶穌               | 3                 |
| ‎ 爾撒                     | 真主派遣地位最高的先知之一──爾撒──前往教化以色列人。《古蘭經》明確指出，爾撒不是真主的兒子，而是真主的先知和使者。 在真主的允許下，爾撒行了許多神蹟，例如使死人復活、以泥土造鳥、在嬰兒時期說話。伊斯蘭傳統認為爾撒不飲酒。他自真主那裡領受了《引支勒》（福音），雖然伊斯蘭教認為這本聖書的內容早已被改動了。穆斯林相信爾撒並未被釘十字架；他已經被真主擢昇到祂那裡去了，迨馬赫迪時代來臨時還會返回塵世，大戰達基賈勒（即「大騙子」）。但是《古蘭經》並未說爾撒會返回地球做這件大事。 |                                               |                   |
|                           | |                                               |                   |
| ‎ 穆罕默德                 | 阿赫瑪德 أحمد：只出現在最初的《聖經》中 | 条目： 穆罕默德                               | 294               |
| ‎ 穆罕默德                 | 全名阿布·阿爾卡西姆·穆罕默德·本·阿卜杜拉·本·阿卜杜勒·穆台列卜·本·哈希姆（伊曆前53－11年；西元571-632年），是伊斯蘭教最後的先知（「先知的封印」）。穆斯林避免對任何先知的偶像崇拜，因為真主的訊息才是最有份量的。穆罕默德的父親是阿布杜拉·伊本·阿布杜勒穆塔里布，母親是阿米娜·賓特·瓦赫卜·祖赫里亞。 穆罕默德於西元571年出生於麥加，早年是個牧羊人和商人。他會撥空前往環繞麥加的山區進行禱告，思索著麥加的情勢。四十歲那年，他有一次在山洞裡從真主那裡領受《古蘭經》啟示，經過二十三年啟示完整之後被編纂成了完整的《古蘭經》。他很快地開始傳播他所領受來自真主的訊息，並使麥加的某些人追隨他，包括他的妻子。他是最後的先知，就像歷代先知一樣把真主的訊息帶給全人類。當他的追隨者不堪敵對陣營壓迫的時候，他便要求他們先遷徙至麥地那，隨後穆罕默德也跟上。穆罕默德不只是一位先知，還是軍事領袖，於624年在白德爾一役打敗了來侵犯的麥加當局并凱旋回歸自己的家鄉。伊斯蘭傳遍整個阿拉伯半島之後他仍然繼續領導穆斯林們。他於629年進行了生平第一次朝覲（不是朝聖）。朝覲的儀式到現在都還為穆斯林們所遵循。632年穆罕默德逝世，其他人則延續了他的事功，成為穆罕默德的繼承者（哈里發）。穆罕默德逝世後，伊斯蘭根據真主的啟示和默罕默德的言行記載確立了五功。 |                                               |                   |
|                           | |                                               |                   |

## 其他先知
除了《古蘭經》提到的先知，穆斯林也相信有其他的先知。《古蘭經》中的許多章節即提到這個概念：
- 「在你之前，我確已派遣許多使者，他們中有我已告訴你的，有我未告訴你的……（40：78）
- 「我在每個民族中，確已派遣一個使者……」（16：36）

穆斯林相信真主派遣了124,000（或224,000）位先知到世界各地，穆罕默德的權威《聖訓》即提到這個概念。
歷史紀錄指出前前伊斯蘭時期的阿拉伯有位名叫哈立德·本·錫南的先知。
《古蘭經》說儀姆蘭（聖若亚敬）是麥爾彥（聖母瑪利亞）的父親。希德爾在《古蘭經》裡並沒有被指名道姓，但傳統上認為《古蘭經》在18：66處有提到他。聖經裡的先知，諸如但雅勒（但以理）、以賽亞、阿爾米雅（耶利米）和撒母耳等在伊本·卡希爾的著作中都是先知之流。
魯格曼的名字也被作為《古蘭經》第三十一章的標題，但是我們不清楚他究竟是一位先知還是「真主的朋友」。有記載指出，魯格曼夢見他被要求在君王和智者兩個身份之間做選擇，他選擇了後者。
還有很多其他的歷史人物也許都可歸類為先知，但爭議更多。他們有：瑣羅亞斯德、釋迦牟尼、蘇格拉底、梅林、孔子、克里須那（在一些《聖訓》中也有提到）以及羅摩。然而，穆斯林認為我們無法確知他們是否為先知，因為《古蘭經》沒有指名道姓。有些穆斯林指出，這些人是先知，因為他們都帶來了真主的話語；但是他們的信息都已經被更動了，和伊斯蘭信仰出現了差異。《聖訓》和《古蘭經》都宣稱，真主派遣使者到每一個民族中。

## 爾撒之母麥爾彥
一些學者（例如伊本·哈茲姆）認為麥爾彥是一位女先知，因為真主透過天使向她傳遞主的信息。然而，《古蘭經》並沒有明確地指出她是否屬於先知。在《古蘭經》裡，爾撒常常被描述為爾撒·伊本·麥爾彥（即「麥爾彥之子爾撒」）。這種出自母系的名字表明了爾撒沒有世俗意義上的父親。